# St. Willibrord (Utrecht)

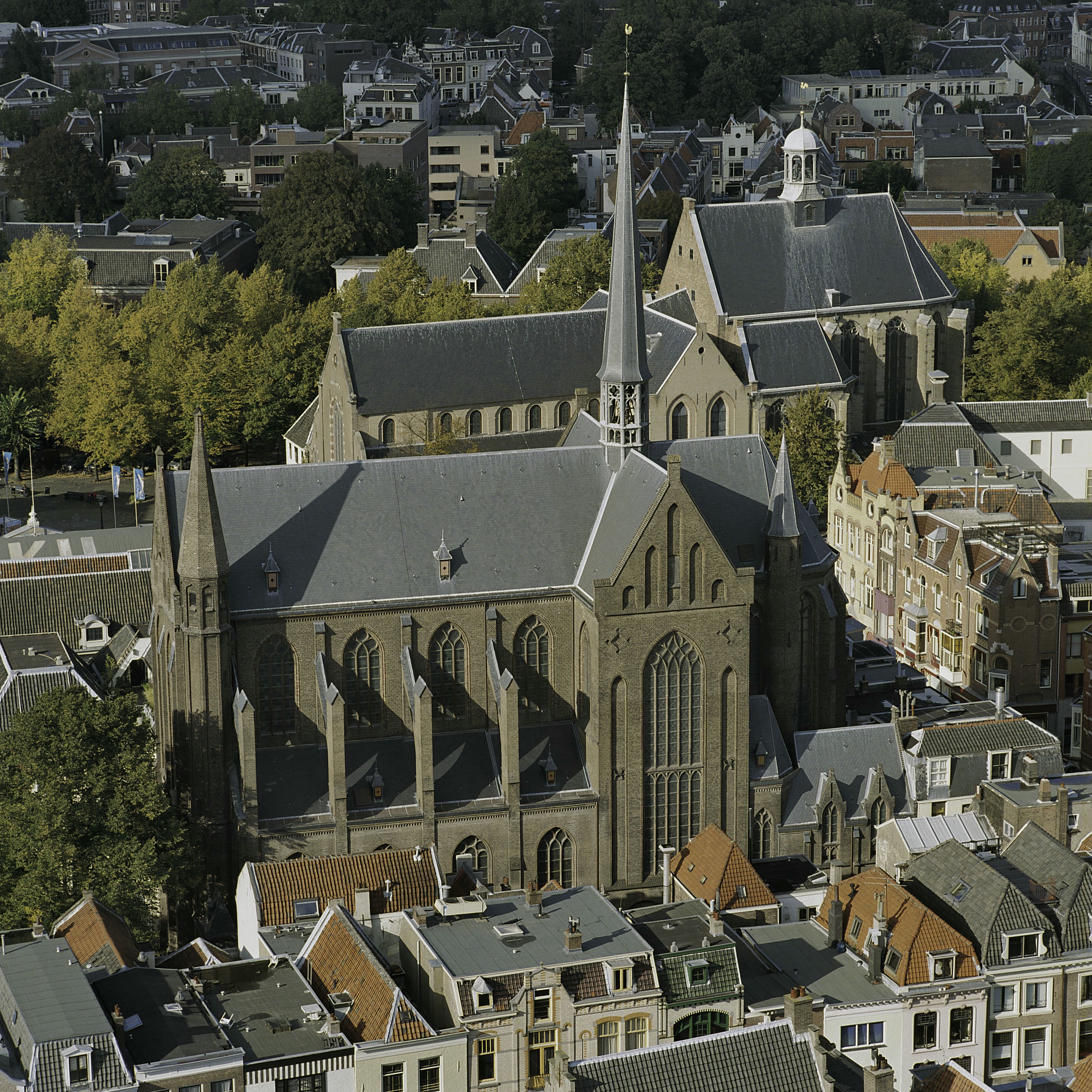
Die Kirche vom Turm des Utrechter Doms aus gesehen.

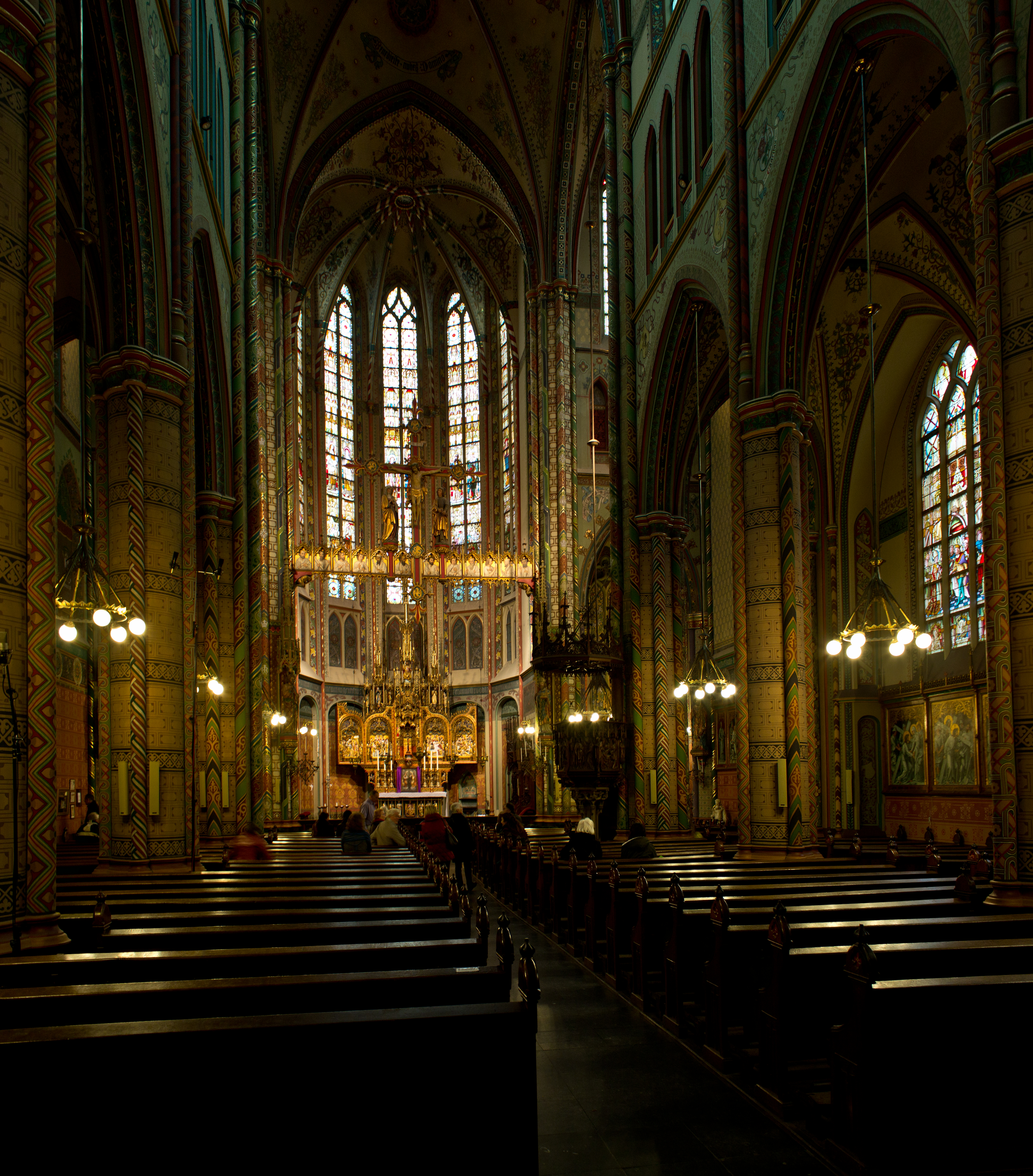
Blick zur Apsis

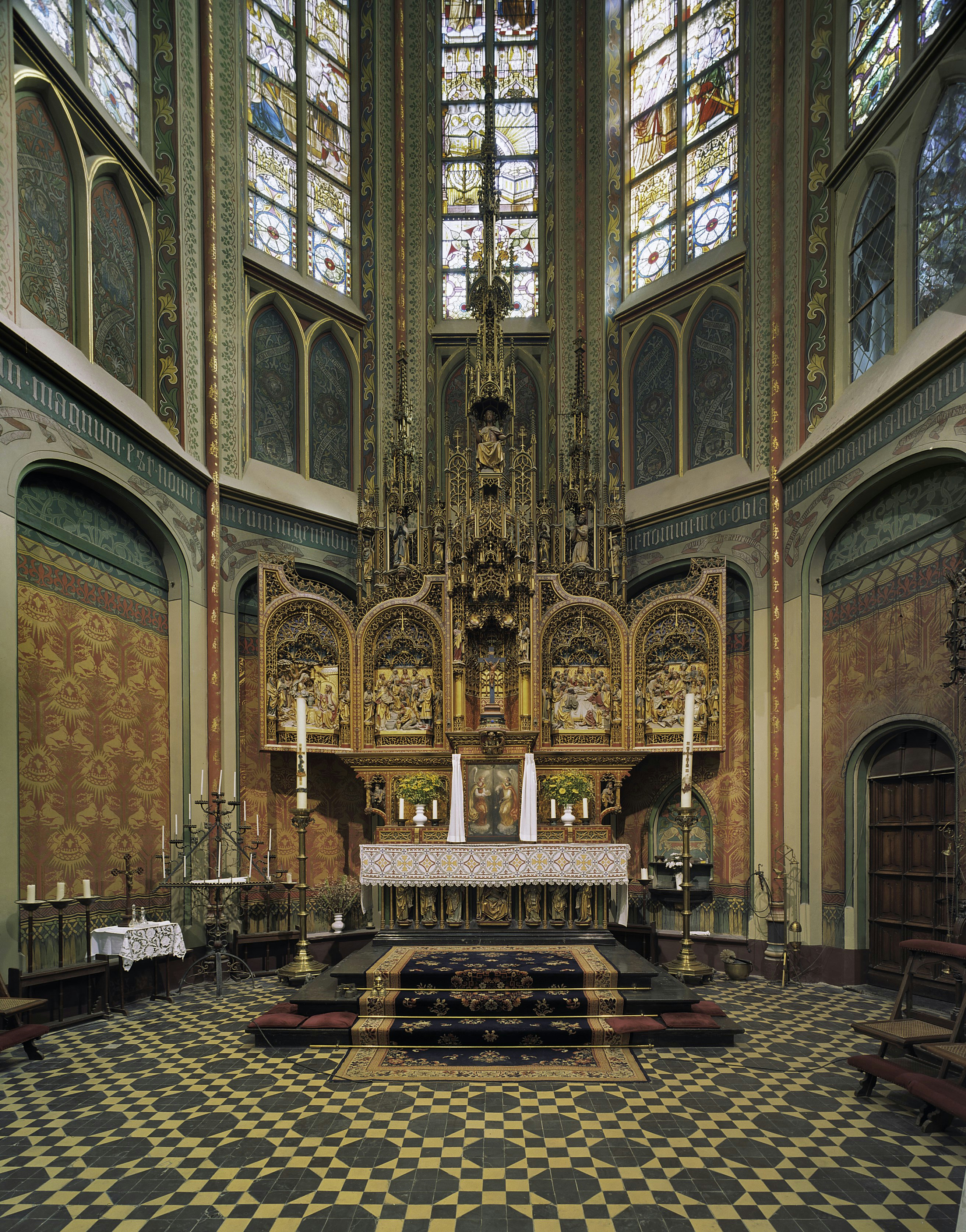
Hochaltar

Die Sankt Willibrordkirche ist eine römisch-katholische Kirche in Utrecht in den Niederlanden. Sie liegt an der Minrebroerstraat und wurde von 1875 bis 1891 im neogotischen Stil erbaut. Die Kirche ist Eigentum der Sint Willibrordus Stichting, einer Stiftung, die von Pater Winand Kotte A.A. gegründet wurde. Seit 1976 ist die Kirche ein Rijksmonument, ein geschütztes Baudenkmal.

## Geschichte
Ihre Vorläufer waren eine Schuilkerk (Untergrundkirche) an der Dorstige Hartsteeg aus dem 17. Jahrhundert und die vorläufige Silokerk an der Herenstraat aus dem Jahre 1842. Alfred Tepe entwarf eine Kirche, die höher und kürzer war als gewöhnlich, da das Gelände von anderen Gebäuden umgeben war.
Die Holzschnitzarbeiten (Kanzel, Apostelbalken mit Triumphkreuz, Kommunionbank, Altar und Seitenaltäre) stammen aus der Werkstatt von Friedrich Wilhelm Mengelberg.
Am  21. Juni 1877 wurde die Kirche von Erzbischof Andreas Ignatius Schaepman geweiht.

## Name
Ihr Name ist dem heiligen Willibrord gewidmet, der Ende des 7. Jahrhunderts zum ersten Bischof von Utrecht geweiht wurde.

## Heutige Messfeiern
Um den religiösen Charakter des Gebäudes zu erhalten und die große Gruppe der regelmäßigen Kirchgänger der Pfarrei zu bedienen, hat die Willibrord Stichting die Priesterbruderschaft St. Pius X um Hilfe gefragt für die Seelsorge. Nach mehreren Besuchen und Gesprächen wurde die erste Messe am 30. Dezember 2015 für den Seelenfrieden des Paters Kotte zelebriert. Seit 2016 wird die Kirche wie eine Missionskirche für die Region um Utrecht verwendet und von den Priestern der FSSPX betreut. Sie feiern jeden Sonntag die Messe in altem Ritus.

## Orgel
Die erste Orgel wurde 1885 von der Orgelbauwerkstatt Stulting & Maarschalkerweerd als zweimanualiges Instrument mit 16 Registern erbaut. Das Instrument wurde bei einem Brand im Jahre 1905 vernichtet. Das Nachfolge-Instrument wurde von Michaël Maarschalkerweerd mit 16 Registern auf zwei Manualen und Pedal erbaut. 1947 wurde das Orgelgehäuse beseitigt und durch die Orgelbauwerkstatt Verschueren im Rahmen einer größeren Überarbeitung der Orgel durch einen modernen Pfeifenprospekt ersetzt. 1997 wurde die Orgel durch die Orgelbauwerkstatt Elbertse restauriert und erweitert. Das Instrument hat heute 29 Register auf zwei Manualwerken und Pedal. Die Trakturen sind elektromechanisch.
| I Hoofdwerk C–g3 |        |
| Prestant         | 16′    |
| Bourdon          | 16′    |
| Prestant         | 8′     |
| Salicionaal      | 8′     |
| Bourdon          | 8′     |
| Prestant         | 4′     |
| Fluit            | 4′     |
| Quint            | 3 2⁄3′ |
| Flageolet        | 2′     |
| Mixtuur IV-VI    |        |
| Cornet II-V      |        |
| Trompet          | 8′     |

| II Zwelwerk C–g3   |    |
| Open Fluit         | 8′ |
| Gamba              | 8′ |
| Céleste            | 8′ |
| Holpijp            | 8′ |
| Zingend Prestant   | 4′ |
| Fluit Octaviante   | 4′ |
| Sesquialter II     |    |
| Cymbel IV          |    |
| Trompet Harmonique | 8′ |
| Hobo               | 8′ |
| Tremulant          |    |

| Pedaal C–f1 |     |
| Prestant    | 16′ |
| Subbas      | 16′ |
| Octaaf      | 8′  |
| Prestant    | 4′  |
| Fluit       | 4′  |
| Bazuin      | 16′ |
| Trombone    | 8′  |

- Koppeln: II/I (auch als Sub- und Superoktavkoppeln), II/II (Suboktavkoppel), I/P, II/P.